# Reino de Baguirmi
O Reino de Baguirmi, também grafado nas formas Bagirmi (em árabe: مملكة باقرمي; Mamlakat Bāqirmī; em francês: Royaume du Baguirmi) foi um entidade política pré-colonial africana que existiu durante a idade moderna até o final do século XIX. Localizado na região central da África, no que corresponde ao atual Chade, mais especificamente nas regiões próximas ao rio Chari, tinha como sua capital Massenya, ao norte desse rio e perto da fronteira do atual Camarões.
Baguirmi estendia-se por mais de 112 000 quilômetros (70 000 mi) quadrados, incluindo Massenya, seus arredores e vários estados tributários. A população era majoritariamente composta por barmas, mas também incluía fulas, canúris], árabes xuas e grupos vizinhos. Seus soberanos ostentavam o título de mbang, um costume tradicional pré-islâmico que foi mantido mesmo após a islamização da elite e do sistema político do reino.
A primeira menção registrada a Baguirmi aparece em uma crônica de Bornu de 1578, com o nome grafado como Bacarmi. A história do reino foi marcada por processos de centralização estatal, islamização e relações dinâmicas com outros poderes regionais, como os impérios de Bornu e Uadai, além de potências globais, como a França, que acabou incorporando Baguirmi ao Chade francês. No Chade contemporâneo, o legado de Baguirmi persiste de forma informal e tradicional no departamento de Baguirmi.

## História

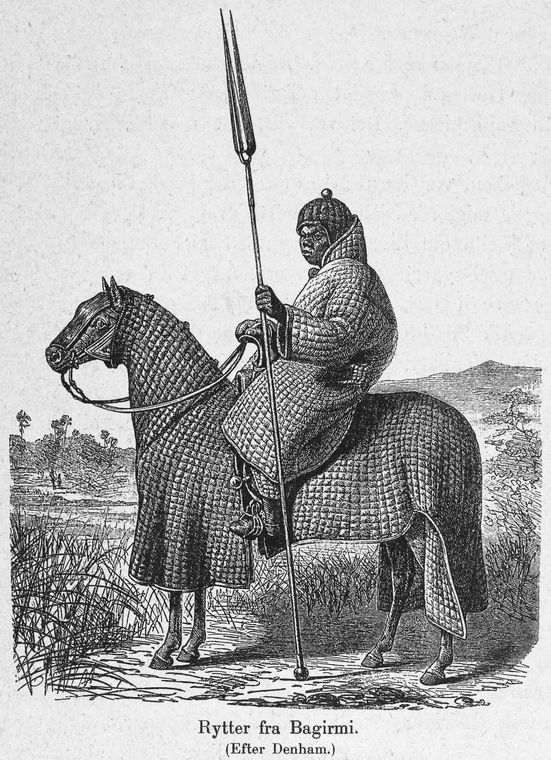
"Cavaleiro de Baguirmi", por Dixon Denham, 1823

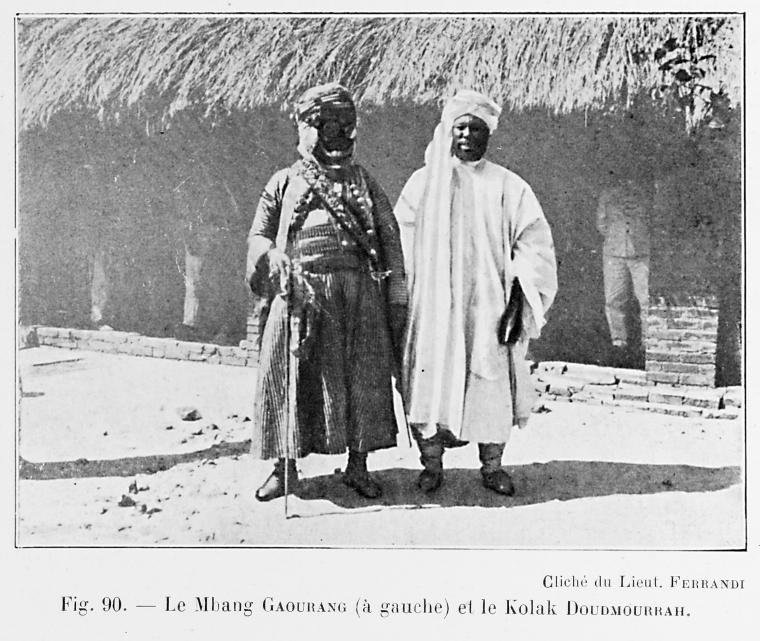
O Mbang Abderramão Guaranga (à esquerda), c. 1918

### Fundação, consolidação e islamização
As tradições orais são a principal fonte de conhecimento sobre as origens de Baguirmi. Não se sabe ao certo quando ou por quem o estado foi fundado, com algumas fontes indicando 1480, quando se acredita que o líder Abde Almamude Begli teria estabelecido o reino, enquanto outras datam a fundação para 1522, atribuindo-a a Dala Birni Besse.
De acordo com a tradição associada a Abde Almamude Begli, ele e seus sucessores construíram um palácio e um tribunal na cidade de Massenya, ao norte do rio Chari. A tradição em torno de Dala Birni, por sua vez, sugere que ele teria liderado seu povo desde o território de Quenga, onde, ao parar diante de uma tamarineira (chamada mas na língua barma), fundou o assentamento que viria a se tornar a capital Massenya.
A adoção do islamismo foi um marco importante na história de Baguirmi, embora a data exata de sua conversão inicial seja imprecisa. A islamização facilitou alianças com outros estados islâmicos e permitiu que Baguirmi se integrasse às redes comerciais transaarianas. A cidade de Bidiri, por exemplo, tornou-se um importante centro de aprendizado islâmico, enquanto seus mercadores estavam presentes em diversas partes da região.

### Rivalidade com Bornu
Desde seus primeiros anos, Baguirmi enfrentou a rivalidade de estados vizinhos, especialmente o Império de Bornu, uma potência dominante na região, e mais tarde com o Império de Uadai. Entre 1650 e 1675, durante o reinado do rei Idris Alauoma, Baguirmi se submeteu à vassalagem do Império de Bornu. Durante esse período, a cultura e os sistemas administrativos de Bornu influenciaram fortemente Baguirmi, que estava inserido na periferia de uma rede comercial transaariana e de peregrinação para a Arábia, sendo Bornu um intermediário nesse vasto sistema de trocas.
O comércio entre Baguirmi e Bornu envolvia peles de animais, marfim, algodão e escravos — incluindo eunucos —, enquanto Baguirmi recebia cobre e conchas de cauri como moeda. Apesar dessa relação de dependência, diversos governantes de Baguirmi se rebelaram contra o domínio de Bornu, como no caso de Abdullah, que foi assassinado após uma expedição militar de Bornu.
Em meados do século XVIII, durante o reinado do mbang Maomé Alamim, Baguirmi reconquistou sua independência, embora tenha permanecido um estado tributário de Bornu por um período adicional. Após recuperar a autonomia, o reino expandiu-se consideravelmente para regiões fronteiriças vulneráveis, incorporando territórios como Muzgu, Gummai e Kung. Essas regiões tributárias sob o governo direto de Baguirmi eram governadas pelos angares, os governadores de distrito. Os governantes de Baguirmi frequentemente tinham coesposas de regiões fronteiriças, o que levou à integração de uma elite estatal entrelaçada aos pequenos estados tributários.
A estrutura militar de Baguirmi frequentemente cooperava com povos nômades para subjugar estados menores, os quais pagavam tributo, incluindo cerca de mil escravos anuais para o palácio. Escravos adquiridos no sul eram uma mercadoria crucial, sendo utilizados no comércio transaariano, na agricultura local, como servos do mbang e até como eunucos para o Império Otomano.

### Declínio e colonização
No final do século XVIII e início do XIX, Baguirmi sofreu um declínio significativo. Aproveitando-se da fragilidade do reino, o colaque Sabum de Uadai lançou uma ofensiva em 1805, capturando Massenya, massacrando o mbang e sua família, e dizimando a população, que foi posteriormente escravizada. Essa invasão de Uadai marcou o início de um longo período de declínio, durante o qual Baguirmi se tornou um estado tributário de Uadai e nunca mais conseguiu recuperar sua autonomia política.
Embora Baguirmi tentasse recuperar sua autonomia por meio de contraofensivas, como as realizadas contra Uadai e Bornu, essas tentativas foram em grande parte infrutíferas. Em 1870, a capital Massenya foi sitiada e parcialmente destruída por Uadai, e em 1893, Rabi Azubair, um senhor da guerra influente, destruiu Massenya e conquistou o restante do território de Baguirmi.
Diante dessa situação, o soberano Abderramão Guaranga aceitou a intervenção colonial francesa, que resultou na constituição do protetorado francês em 1897. O exército francês, com a ajuda de soldados de Baguirmi, matou Rabi em 1900, o que levou à desintegração do território comandado por ele. Em 1902, o protetorado de Baguirmi foi oficialmente estabelecido e incorporado ao Território Militar do Chade.
Com o regime colonial francês, que perdurou até 1960, e após a independência do Chade, Baguirmi deixou de ser um reino independente, embora sua memória e legado cultural continuem vivos na região.